# Роччелловые
Роччелловые, или Роччеллиевые (лат. Roccellaceae), — семейство лишайников порядка Артониевые (Arthoniales).

## Описание
Слоевище кустистое, с округлыми или плосковатыми, редко нитевидными веточками, покрытое коровым слоем, прикрепляется к субстрату базальной пластинкой.
Апотеции погружённые в слоевище или сидячие, округлые до вытянутых, боковые или конечные. Парафизы разветвлённые. Сумки с 8 спорами. Споры бесцветные, реже буроватые или бурые, трёхклеточные до поперечно-многоклеточных.
Фотобионт — зелёная водоросль  рода Trentepohlia.

## Распространение
Встречаются главным образом в субтропиках и тропиках.

## Роды
Согласно базе данных Catalogue of Life:
- Ancistrosporella G.Thor, 1995
- Austrographa Sparrius, Elix et A.W. Archer, 2010
- Chiodecton Ach., 1814 — Хиодектон
- Crocellina Tehler et Ertz., 2015
- Dendrographa Darb., 1895 — Дендрографа
- Dichosporidium Pat., 190307
- Dictyographa Müll. Arg., 1893
- Dirina Fr., 1825
- Enterographa Fée, 1825 — Энтерографа
- Graphidastra (Redinger) G. Thor, 1991
- Hubbsia W.A.Weber, 1965
- Lecanactis Körb., 1855 — Леканактис
- Lecanographa Egea et Torrente, 1994
- Mazosia A.Massal., 1854
- Phacographa Hafellner, 2009
- Phoebus R.C. Harris et Ladd, 2007
- Pseudoschismatomma Ertz et Tehler, 2014
- Roccella DC., 1805 — Роччелла
- Roccellina Darb., 1898 — Роччеллина
- Roccellographa J. Steiner, 1902 — Роччеллографа
- Schismatomma Flot. et Körb. ex A.Massal., 1852
- Schizopelte Th.Fr., 1875
- Sclerophyton Eschw., 1824
- Sigridea Tehler, 1993
- Sparria Ertz et Tehler, 2011
- Syncesia Taylor, 1836